# Alexe Marin
Alexe Marin (n. 17 august 1814, Craiova, Țara Românească – d. 25 aprilie 1895, București, România) a fost un profesor de fizică și chimie din Regatul României, titular al primei catedre de chimie de la Facultatea de Științe din cadrul Universității București și decan al Facultății de Științe din Capitală.

## Biografie
Înainte de 1848 a fost bursier la Paris.
La îndemnul acestuia și cu ajutorul farmacistului Adolf Steege (sau Heege), după cercetările începute în anul 1945, Theodor Mehedințeanu a reușit producerea de petrol lampant, cu materie primă exploatată de la Păcureți, Prahova, pe cale de laborator. Anterior, în 1833, farmacistul C. Thorbor din Iași a prelucrat petrol lampant în laborator, însă nu a valorificat la timp realizarea.
În 1891, în calitate de titular al catedrei de chimie, împreună cu Constantin I. Istrati a înființat „Societatea de științe fizice”.
În calitate de traducător, a publicat în limba română primele cărți de fizică (fizica lui Claude Pouillet, în 1852) și chimie (chimia lui Théophile-Jules Pelouze si Edmond Frémy, în 1853). A fost, de asemenea, autor de manuale școlare, în special pentru clasele primare, popularizator al cunoștințelor științifice, adept al iluminismului și traducător de lucrări de știință. A scris și tipărit cărți de geometrie și astronomie (în 1839), mecanică (1842), aritmetică (1871 și 1874) și altele.
La Colegiul Național „Sfântul Sava” din București a pornit publicarea unor cărți de popularizare a științei în matematici, mecanică și altor domenii.
Un liceu tehnologic din Slatina și o stradă din București, poartă numele său.